# Koutammakou
Koutammakou là vùng núi nằm ở phía bắc của Togo, kéo dài sang tận quốc gia Bénin. Nơi đây là một cảnh quan văn hóa nổi bật có diện tích 50.000 ha của người Batammariba với những ngôi nhà, tháp bùn được coi là biểu tượng của Togo, gọi là Takienta.
Di sản kiến trúc này bao gồm các ngôi nhà, các tháp, kho thóc có hình trụ, hình cầu có mái bằng hoặc mái hình nón lá cùng nhiều những bãi đá linh thiêng. Những người dân sẽ làm ẩm đất tạo thành bùn hoặc tạo thành những viên gạch bằng bùn để xây dựng và sau đó những ngôi nhà được ánh nắng mặt trời làm khô cứng và trở lên đàn hồi hơn. Một số ngôi nhà còn được dựng hàng rào gỗ bên ngoài và những giàn giáo để nâng đỡ cấu trúc. Mái nhà được làm bằng hoặc mái lá hình nón và có ống thoát nước bằng gỗ mỗi khi mưa,. Các công trình được nhóm lại thành từng ngôi làng theo không gian sử dụng như nơi tổ chức nghi lễ, sinh hoạt cộng đồng, để ở... tạo thành cảnh quan đáng chú ý phản ánh cấu trúc xã hội, cuộc sống cùng mối quan hệ giữa con người và cảnh quan.
Năm 2004, tại Tô Châu Trung Quốc, Cảnh quan Koutammakou đã trở thành một trong 34 di sản thế giới được UNESCO công nhận.